# Gasenried

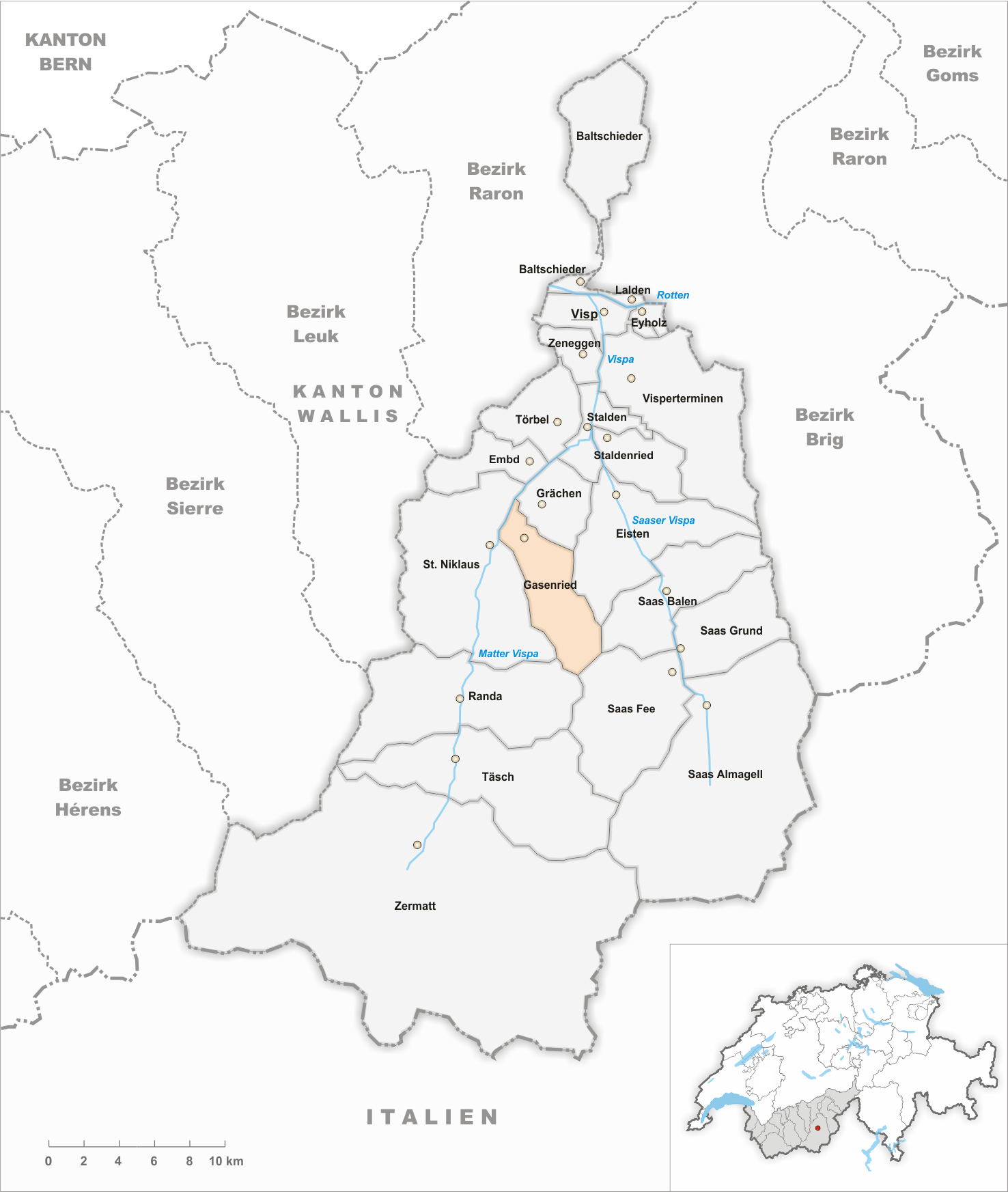
Gemeindestand vor der Fusion am 1. Januar 1870

Gasenried (walliserdeutsch Gasuriäd), mitunter kurz Ried (walliserdeutsch Riäd), ist eine ganzjährig bewohnte, grosse Haufensiedlung und bis 1869 selbständige Gemeinde in der Gemeinde St. Niklaus (walliserdeutsch Zaniglas) im Walliser Bezirk Visp (Schweiz).

## Geographie
Gasenried liegt auf 1659 m ü. M. an der rechten Talflanke oberhalb von St. Niklaus Dorf (1120 m ü. M.). Der alte Dorfkern gruppiert sich um die Dorfkapelle. Auf der Rieder Terrasse befindet sich die höchstgelegene Dauersiedlung der Gemeinde St. Niklaus.

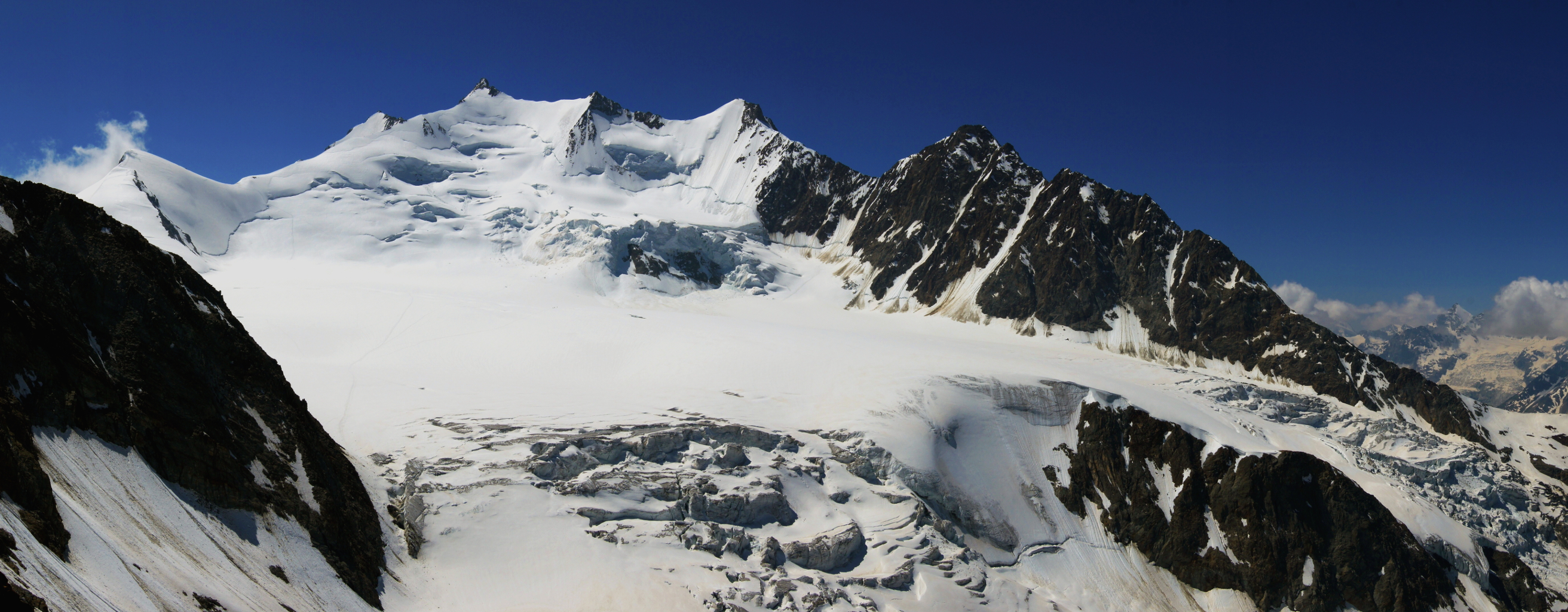
Von links: die dunklen Hänge des Balfrin, Ulrichshorn, Windjoch, im Hintergrund Lenzspitze, Nadelhorn, Stecknadeljoch, Stecknadelhorn, Hohbergjoch, Hohberghorn, Dürrenjoch, Dürrenhorn, Selle, Klein Dürrenhorn und Galenjoch. Aufnahmestandort ist das Gross Bigerhorn. Der Riedgletscher fliesst mit ausgeprägter Zunge nach Nordwesten gegen Ried ab.

Am oberen Rand im Osten wird Gasenried vom Riedwald begrenzt. Gegen Norden hin grenzt es an Grächen. Im Südosten liegt der Riedgletscher. Zur Bannung des Gletschers ist an seinem Fusse die kleine Kapelle Schalbetten erstellt worden. Im Südwesten unterhalb der Siedlung befindet sich ein steiler Weidehang, auf dem verstreut mehrere Wirtschaftsbauten gebaut sind.
Das heutige Bild wird bis zum Weiler Rittinen (1455 m ü. M.) von Chalet-, Hotel- und Restaurantbauten dominiert. Gasenried ist mit Rittinen die Sonnenterrasse der Gemeinde St. Niklaus.
In Gasenried gibt es einen Rundblick vom Riedgletscher der Mischabel im Südosten und vom Weisshorn der Weisshorngruppe im Südwesten bis zum Bietschhorn sowie zum Aletschgletscher im Norden.

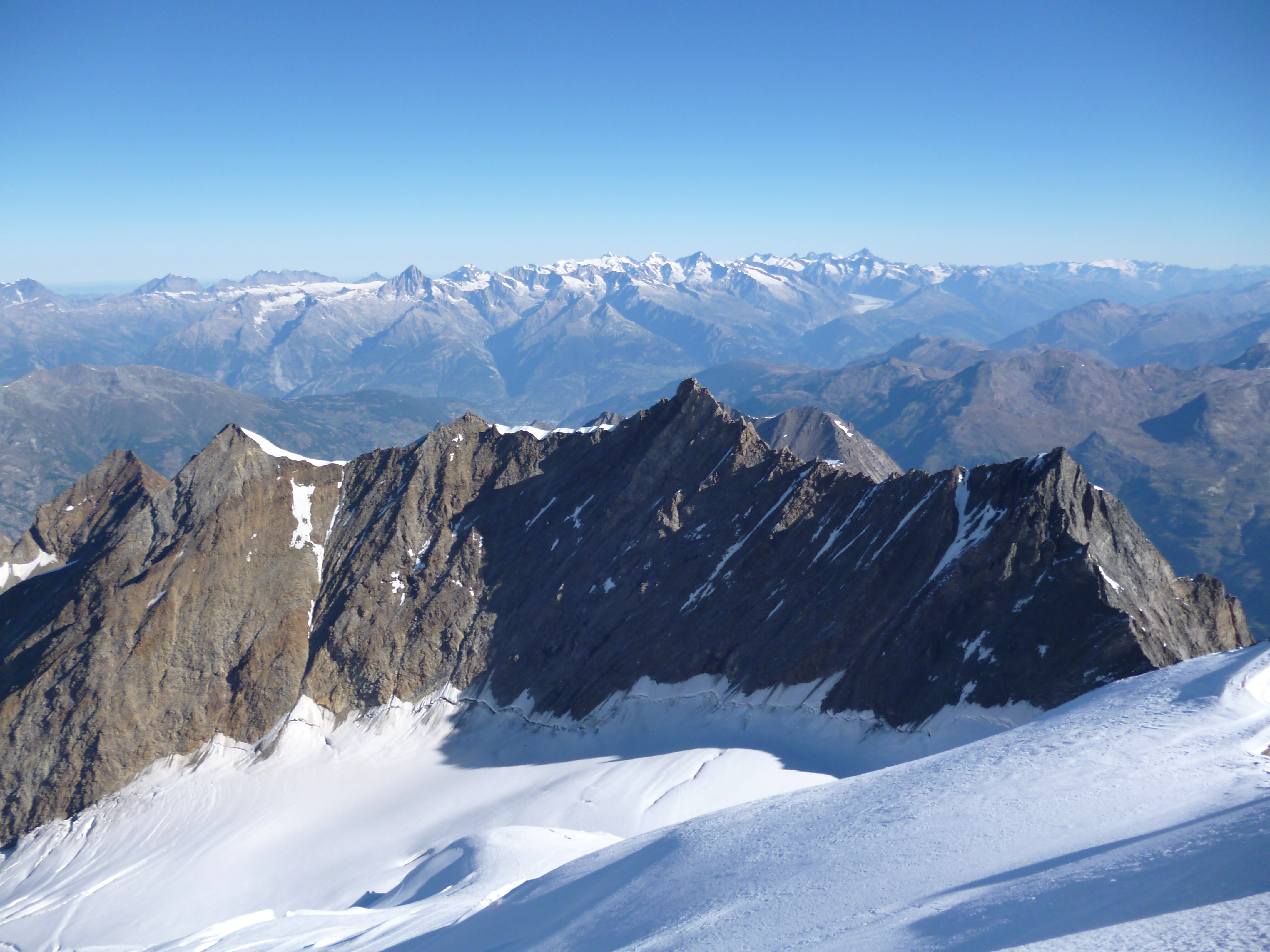
Nadelgrat vom Dom aus gesehen. Im Hintergrund Berner Alpen.

## Name
Der Name Gasenried findet sich historisch belegt beispielsweise
- 1388 als am Riede in Chouson (= in St. Niklaus) und
- 1574 als Gasen genannt.

In der Schweizer Namenlandschaft bedeutet Ried, Riet (von althochdeutsch hriot) in der Regel ‹Moor, Feuchtgebiet›; als Basis von Schweizer Rodungsnamen (zu einem unbelegten althochdeutschen *riot) ist das Wort umstritten. Im Bestimmungswort Gasen- lebt der frühere frankoprovenzalische Name des Ortes St. Niklaus «Chouson» weiter, der womöglich auf einen lateinischen Personennamen, vielleicht Calidius, zurückgeht.

## Geschichte
Das Territorium von Gasenried weist insgesamt drei Kapellen auf, nämlich Ried, Schalbetten und Rittinen, gehört aber seit je zur römisch-katholischen Pfarrei St. Niklaus.
Im Mittelalter hatten die Freiherren von Raron und Niedergesteln in Gasenried Feudalbesitz.
Spätestens ab 1603, als Gasenried mit Grächen einen Vertrag zur Wassernutzung des Riedbaches schloss, war Gasenried eine eigene Gemeinde. 1870 fusionierte die bis dahin politisch selbständige Gemeinde mit der Gemeinde St. Niklaus.
- 1802 lebten in Gasenried 107 Einwohner,
- 1850 086 Einwohner,
- 1860 174 Einwohner und
- 2015 150 Einwohner.

Für die ursprünglich auf landwirtschaftliche Selbstversorgung ausgerichtete Bevölkerung brachte die 1952 eröffnete Autostrasse starke Veränderung. Einerseits begann eine rege Bautätigkeit, denn in den tiefer gelegenen Weilern entstanden zahlreiche Chalets. Andererseits war es nun einfacher möglich, Arbeit ausserhalb des Dorfes anzunehmen, wobei sich die Rieder vor allem in Richtung St. Niklaus Dorf orientierten, wo sich seit 1946 die Scintilla-Werke befinden, die heute zur Robert Bosch GmbH gehören.

## Bevölkerung
| Jahr      | 1802 | 1850 | 1860 | 2015 |
| --------- | ---- | ---- | ---- | ---- |
| Einwohner | 107  | 86   | 174  | 150  |

## Wanderwege und Hochtouren

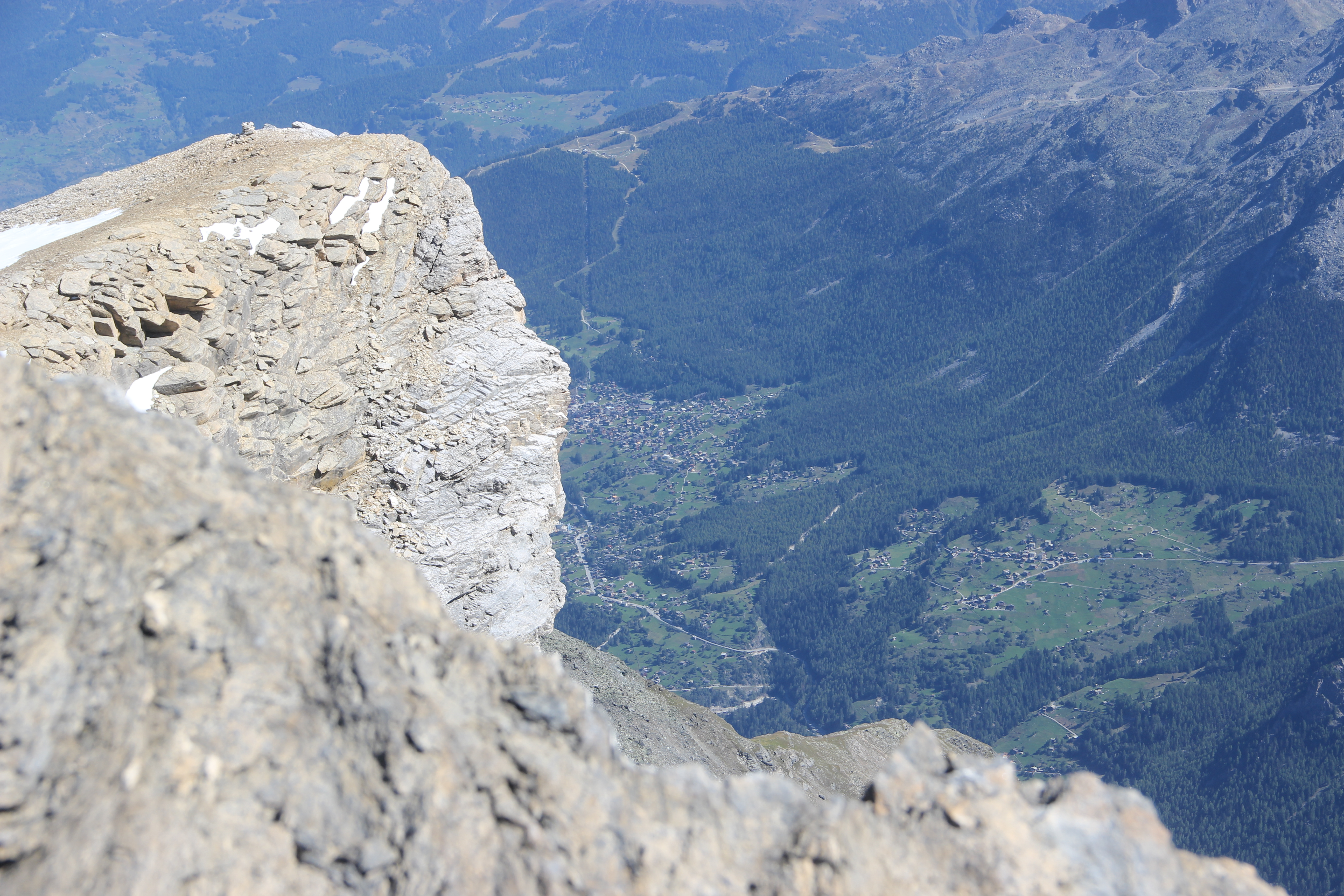
Rechts Gasenried, links unten der Weiler Rittinen der Gemeinde St. Niklaus und links oben Grächen und Hannigalp, im Hintergrund Gspon.

- Wanderungen entlang der «Wasserleite» des Riedbachs,
- Wanderung zum Maiensäss Flüe,
- Europaweg von Gasenried (1659 m) nach Zermatt (1608 m),
- Höhenweg Balfrin von Gasenried über Grächen (1619 m) nach Saas-Fee (1798 m), es kann auch die Wegvariante von Gasenried über den Seetalpass (2975 m) direkt nach Saas Fee genommen werden.
- Von Gasenried ist auch die Bordierhütte (2886 m ü. M.) des SAC zugänglich, die zentraler Ausgangspunkt für Hochtouren auf die Gipfel
  - des Nadelgrats mit Nadelhorn (4327 m), Stecknadelhorn (4241 m), Hohberghorn (4219 m) und Dürrenhorn (4035 m) sowie
  - der Balfringruppe mit Ulrichshorn (3925 m), Balfrin (3796 m), Gross Bigerhorn (3626 m), Klein Bigerhorn (3182 m), Färichhorn (3292 m), Platthorn (3246 m) und Gabelhorn (3136 m) ist.